# Infurcitinea monteiroi
Infurcitinea monteiroi är en fjärilsart som beskrevs av Hans Georg Amsel 1957. Infurcitinea monteiroi ingår i släktet Infurcitinea och familjen äkta malar.
Artens utbredningsområde är Portugal. Inga underarter finns listade i Catalogue of Life.